# Schizotetranychus pseudolycurus
Schizotetranychus pseudolycurus är en spindeldjursart som beskrevs av Ochoa, Gray och von Lindeman 1990. Schizotetranychus pseudolycurus ingår i släktet Schizotetranychus och familjen Tetranychidae. Inga underarter finns listade i Catalogue of Life.